# Großer Preis von Australien 2022
Der Große Preis von Australien 2022 (offiziell Formula 1 Heineken Australian Grand Prix 2022) fand am 10. April auf dem Albert Park Circuit in Melbourne statt und war das dritte Rennen der Formel-1-Weltmeisterschaft 2022.

## Bericht

### Hintergründe
Nach dem Großen Preis von Saudi-Arabien führte Charles Leclerc in der Fahrerwertung mit zwölf Punkten vor Carlos Sainz jr. und mit 20 Punkten vor Max Verstappen. In der Konstrukteurswertung führte Ferrari mit 40 Punkten vor Mercedes und mit 41 Punkten vor Red Bull. 
Vor der Saison wurde der Albert Park Circuit umgebaut: Insgesamt fünf Kurven präsentierten sich nun offener und ermöglichten höhere Geschwindigkeiten. Außerdem fehlte die Schikane eingangs der Gegengeraden, weshalb der zweite Sektor insgesamt flüssiger zu durchfahren war. Durch die Bauarbeiten hat sich die Streckenlänge leicht reduziert, von 5,303 Kilometer auf 5,278 Kilometer, mit jetzt 14 statt bisher 16 Kurven.
Sebastian Vettel kehrte im Rahmen dieses Grand Prix wieder in sein Cockpit zurück.
Yuki Tsunoda (acht), Sergio Pérez, Verstappen (jeweils sieben), Nicholas Latifi (sechs), Lando Norris, Lance Stroll, Valtteri Bottas (jeweils fünf), Pierre Gasly, Esteban Ocon (jeweils drei), Lewis Hamilton, Fernando Alonso, Alexander Albon (jeweils zwei), Vettel, Daniel Ricciardo, George Russell und Zhou Guanyu (jeweils einer) gingen mit Strafpunkten ins Wochenende.
Mit Vettel (dreimal), Hamilton (zweimal), Alonso und Bottas (jeweils einmal) traten vier ehemalige Sieger zu diesem Grand Prix an.
Als Rennkommissare für dieses Rennwochenende fungierten Gerd Ennser (DEU), Dennis Dean (USA), Enrique Bernoldi (BRA) und Matt Selley (AUS).

### Training
Sainz jr. fuhr im ersten freien Training in 1:19,806 Minuten die Bestzeit vor Leclerc und Verstappen.
In 1:18,978 Minuten erzielte Leclerc im zweiten freien Training die Bestzeit vor Verstappen und Sainz jr. 
Norris fuhr mit einer Rundenzeit von 1:19,117 Minuten im dritten freien Training die Bestzeit vor Leclerc und Pérez.

### Qualifying
Das Qualifying bestand aus drei Teilen mit einer Nettolaufzeit von 45 Minuten. Im ersten Qualifying-Segment (Q1) hatten die Fahrer 18 Minuten Zeit, um sich für das Rennen zu qualifizieren. Alle Fahrer, die im ersten Abschnitt eine Zeit erzielten, die maximal 107 Prozent der schnellsten Rundenzeit betrug, qualifizierten sich für den Grand Prix. Die besten 15 Fahrer erreichten den nächsten Teil. Verstappen war Schnellster. Die Session wurde von einem schweren Unfall von Latifi unterbrochen, der mit seinem Williams-Teamkollegen Albon, den Aston Martin-Piloten und Kevin Magnussen ausschied.
Der zweite Abschnitt (Q2) dauerte 15 Minuten. Die schnellsten zehn Piloten qualifizierten sich für den dritten Teil des Qualifyings. Pérez war Schnellster, die Alfa-Romeo- und AlphaTauri-Piloten sowie Mick Schumacher schieden aus. Das erste Mal seit dem Großen Preis von Abu Dhabi 2016 erreichte Bottas nicht das dritte Qualifyingsegment, mit 103 Q3-Teilnahmen in Folge stellte er einen neuen Rekord auf.
Der letzte Abschnitt (Q3) ging über eine Zeit von zwölf Minuten, in denen die ersten zehn Startpositionen vergeben wurden. Die Session wurde wegen eines Unfalls von Alonso unterbrochen. Leclerc fuhr mit einer Rundenzeit von 1:17,868 Minuten die Bestzeit vor Verstappen und Pérez. Es war die erste Pole-Position für Ferrari in Australien seit 2007, als Kimi Räikkönen in seinem ersten Rennen für Ferrari auf Pole stand.
Stroll wurde wegen des Verursachens einer Kollision mit Latifi in Q1 um drei Startplätze nach hinten versetzt. Albon wurde nachträglich disqualifiziert, da die zur Untersuchung nötige Menge Benzin nicht entnommen werden konnte.

### Rennen
Am Tag vor dem Rennen erinnerte Niels Wittich, einer der beiden für den Grand Prix ernannten Rennleiter, die Fahrer an eine neue Safety-Car-Regel, die besagt, dass ein Fahrer beim Neustart hinter dem vorausfahrenden Auto und nicht an der Seite bleiben muss, wie es Verstappen sowohl beim Großen Preis von Abu Dhabi 2021 als auch beim Großen Preis von Saudi-Arabien tat. Vor dem Rennen nahm Red Bull ohne Strafe mehrere Änderungen an Verstappens Auto vor, ebenso wie Latifi, der aufgrund seines Unfalls mit Stroll im Qualifying mehrere Getriebeelemente austauschen musste.
Sainz jr. hatte am Start Anti-Stall-Probleme und fiel in Runde 2 auf den 14. Platz zurück. Bei dem Versuch, ein Comeback zu feiern, drehte sich Sainz jr. in Kurve 10, als er versuchte, an Schumacher vorbeizukommen und schied aus. Dieser Ausfall brachte das Safety-Car zum Einsatz. Nach einem kurzen Kampf damit, die Reifen beim Neustart warm zu halten, behielt Leclerc die Führung vor Verstappen, während Pérez, der zu Beginn von Hamilton überholt wurde, in Runde 10 durch DRS in Kurve 3 den dritten Platz zurückeroberte. Während der Safety-Car-Phase kam der hartbereifte Stroll zweimal an die Box, zunächst um die Reifen auf mittlere Sätze zu wechseln (da die Fahrer laut Reglement zwei Reifenmischungen verwenden müssen) und dann auf die härteste Mischung, um das Rennen ohne erneuten Boxenstopp zu beenden.
In Runde 24 führte ein Unfall von Vettel zum zweiten Safety-Car-Einsatz. Russell, der im Gegensatz zum Großteil der Startaufstellung noch nicht an die Box gegangen war, nutzte die Gelegenheit, um einen Boxenstopp einzulegen, gewann Zeit gegenüber seinen Konkurrenten, weil er unter Safety-Car-Bedingungen an die Box ging, und kehrte als Dritter ins Rennen zurück, hinter Leclerc, der sich einen Vorsprung aufgebaut hatte und vor dem Safety-Car an die Box ging, und Verstappen, der in Runde 12 in Kurve 11 blockierte und an seinem linken Vorderreifen ein Graining erlitt. Während sich das Safety-Car in Runde 25 noch auf der Strecke befand, hätte Schumacher beinahe Tsunoda getroffen, was die Sportkommissare dazu veranlasste, das Safety-Car-Protokoll zu überprüfen und einen Abstand von 10 Längen zwischen den Fahrzeugen hinter dem Safety-Car vorzuschreiben.
Als das Rennen in Runde 27 wieder aufgenommen wurde, versuchte Verstappen, Leclerc zu überholen, aber Leclerc behielt seine Position und baute einen weiteren Vorsprung aus. Pérez war beim Restart Fünfter, lag aber in Runde 37 wieder auf dem dritten Platz, nach einem kurzen Kampf mit Russell, dem gesagt wurde, er solle auf seine Reifen achten und nicht gegen Pérez kämpfen.
In Runde 39 schied Verstappen aufgrund eines Kraftstoffproblems aus, das zu einem Brand in seinem Auto führte. Das virtuelle Safety-Car wurde daraufhin eingesetzt und endete in Runde 40. In den letzten Runden näherte sich Hamilton seinem Teamkollegen Russell auf Platz drei, konnte aber wegen Überhitzung nicht gegen ihn kämpfen. Albon konnte seine harten Mischungen 57 Runden lang behalten, bevor er seinen obligatorischen Boxenstopp einlegen musste, und belegte den zehnten Platz für Williams, welcher den ersten Punkt der Saison bedeutete.
In Runde 58 fuhr Leclerc die schnellste Runde und gewann das Rennen, während Pérez und Russell das Podium komplettierten. Es war der vierte Sieg für Leclerc in der Formel-1-Weltmeisterschaft, zudem erzielte er erstmals in seiner Formel-1-Karriere einen Grand Slam, da er neben der Pole-Position und dem Rennsieg auch die schnellste Rennrunde erzielte und das Rennen über die gesamte Distanz anführte. Pérez erzielte seine erste Podestplatzierung der Saison, Russell erreichte sein erstes Podium für Mercedes. Die restlichen Punkteplatzierungen belegten Hamilton, Norris, Ricciardo, Ocon, Bottas, Gasly und Albon. Leclerc erhielt einen zusätzlichen Punkt, da er die schnellste Rennrunde erzielte.
In der Fahrerwertung baute Leclerc seinen Vorsprung weiter aus, Russell war nun Zweiter vor Sainz jr. In der Konstrukteurswertung blieben die ersten drei Positionen unverändert.

## Meldeliste
| Team                                  | Nr. | Fahrer           | Chassis                           | Motor                             | Reifen |
| ------------------------------------- | --- | ---------------- | --------------------------------- | --------------------------------- | ------ |
| Oracle Red Bull Racing                | 01  | Max Verstappen   | Red Bull Racing RB18              | Red Bull RBPTH001                 | P      |
| Oracle Red Bull Racing                | 11  | Sergio Pérez     | Red Bull Racing RB18              | Red Bull RBPTH001                 | P      |
| Mercedes-AMG Petronas F1 Team         | 63  | George Russell   | Mercedes-AMG F1 W13 E Performance | Mercedes-AMG F1 M13 E Performance | P      |
| Mercedes-AMG Petronas F1 Team         | 44  | Lewis Hamilton   | Mercedes-AMG F1 W13 E Performance | Mercedes-AMG F1 M13 E Performance | P      |
| Scuderia Ferrari                      | 16  | Charles Leclerc  | Ferrari F1-75                     | Ferrari 066/7                     | P      |
| Scuderia Ferrari                      | 55  | Carlos Sainz jr. | Ferrari F1-75                     | Ferrari 066/7                     | P      |
| McLaren F1 Team                       | 03  | Daniel Ricciardo | McLaren MCL36                     | Mercedes-AMG F1 M13 E Performance | P      |
| McLaren F1 Team                       | 04  | Lando Norris     | McLaren MCL36                     | Mercedes-AMG F1 M13 E Performance | P      |
| BWT Alpine F1 Team                    | 14  | Fernando Alonso  | Alpine A522                       | Renault E-Tech RE22               | P      |
| BWT Alpine F1 Team                    | 31  | Esteban Ocon     | Alpine A522                       | Renault E-Tech RE22               | P      |
| Scuderia AlphaTauri                   | 10  | Pierre Gasly     | AlphaTauri AT03                   | Red Bull RBPTH001                 | P      |
| Scuderia AlphaTauri                   | 22  | Yuki Tsunoda     | AlphaTauri AT03                   | Red Bull RBPTH001                 | P      |
| Aston Martin Aramco Cognizant F1 Team | 18  | Lance Stroll     | Aston Martin AMR22                | Mercedes-AMG F1 M13 E Performance | P      |
| Aston Martin Aramco Cognizant F1 Team | 05  | Sebastian Vettel | Aston Martin AMR22                | Mercedes-AMG F1 M13 E Performance | P      |
| Williams Racing                       | 23  | Alexander Albon  | Williams FW44                     | Mercedes-AMG F1 M13 E Performance | P      |
| Williams Racing                       | 06  | Nicholas Latifi  | Williams FW44                     | Mercedes-AMG F1 M13 E Performance | P      |
| Alfa Romeo F1 Team ORLEN              | 77  | Valtteri Bottas  | Alfa Romeo C42                    | Ferrari 066/7                     | P      |
| Alfa Romeo F1 Team ORLEN              | 24  | Zhou Guanyu      | Alfa Romeo C42                    | Ferrari 066/7                     | P      |
| Haas F1 Team                          | 20  | Kevin Magnussen  | Haas VF-22                        | Ferrari 066/7                     | P      |
| Haas F1 Team                          | 47  | Mick Schumacher  | Haas VF-22                        | Ferrari 066/7                     | P      |

## Klassifikationen

### Qualifying
| Pos.                                                                      | Fahrer           | Konstrukteur                 | Q1         | Q2       | Q3         | Start |
| ------------------------------------------------------------------------- | ---------------- | ---------------------------- | ---------- | -------- | ---------- | ----- |
| 01                                                                        | Charles Leclerc  | Ferrari                      | 1:18,881   | 1:18,606 | 1:17,868   | 01    |
| 02                                                                        | Max Verstappen   | Red Bull Racing-RBPT         | 1:18,580   | 1:18,611 | 1:18,154   | 02    |
| 03                                                                        | Sergio Pérez     | Red Bull Racing-RBPT         | 1:18,834   | 1:18,340 | 1:18,240   | 03    |
| 04                                                                        | Lando Norris     | McLaren-Mercedes             | 1:19,280   | 1:19,066 | 1:18,703   | 04    |
| 05                                                                        | Lewis Hamilton   | Mercedes                     | 1:19,401   | 1:19,106 | 1:18,825   | 05    |
| 06                                                                        | George Russell   | Mercedes                     | 1:19,405   | 1:19,076 | 1:18,933   | 06    |
| 07                                                                        | Daniel Ricciardo | McLaren-Mercedes             | 1:19,665   | 1:19,130 | 1:19,032   | 07    |
| 08                                                                        | Esteban Ocon     | Alpine-Renault               | 1:19,605   | 1:19,136 | 1:19,061   | 08    |
| 09                                                                        | Carlos Sainz jr. | Ferrari                      | 1:18,983   | 1:18,469 | 1:19,408   | 09    |
| 10                                                                        | Fernando Alonso  | Alpine-Renault               | 1:19,192   | 1:18,815 | keine Zeit | 10    |
| 11                                                                        | Pierre Gasly     | AlphaTauri-RBPT              | 1:19,580   | 1:19,226 | –          | 11    |
| 12                                                                        | Valtteri Bottas  | Alfa Romeo-Ferrari           | 1:19,251   | 1:19,410 | –          | 12    |
| 13                                                                        | Yuki Tsunoda     | AlphaTauri-RBPT              | 1:19,742   | 1:19,424 | –          | 13    |
| 14                                                                        | Zhou Guanyu      | Alfa Romeo-Ferrari           | 1:19,910   | 1:20,155 | –          | 14    |
| 15                                                                        | Mick Schumacher  | Haas-Ferrari                 | 1:20,104   | 1:20,465 | –          | 15    |
| 16                                                                        | Kevin Magnussen  | Haas-Ferrari                 | 1:20,254   | –        | –          | 16    |
| 17                                                                        | Sebastian Vettel | Aston Martin Aramco-Mercedes | 1:21,149   | –        | –          | 17    |
| 18                                                                        | Nicholas Latifi  | Williams-Mercedes            | 1:21,372   | –        | –          | 18    |
| 107-Prozent-Zeit: 1:24,081 min (bezogen auf Q1-Bestzeit von 1:18,580 min) |                  |                              |            |          |            |       |
| DNQ                                                                       | Lance Stroll     | Aston Martin Aramco-Mercedes | keine Zeit | –        | –          | 19    |
| DSQ                                                                       | Alexander Albon  | Williams-Mercedes            | 1:20,135   | –        | –          | 20    |

Anmerkungen
1. ↑  Stroll wurde um drei Startplätze nach hinten versetzt, da er eine Kollision mit Nicholas Latifi im ersten Teil des Qualifyings verursacht hatte.
2. ↑  Stroll wurde erlaubt zu starten, da er im freien Training ausreichend schnell gefahren war.
3. ↑  Albon wurde um drei Startplätze nach hinten versetzt, da er eine Kollision mit Lance Stroll in der 48. Runde des Großen Preis von Saudi-Arabien verursacht hatte.
4. ↑  Albon wurde wegen zu wenig Benzin im Tank nach dem Qualifying disqualifiziert. Die Rennleitung erlaubte ihm zum Rennen zu starten.

### Rennen
| Pos. | Fahrer           | Konstrukteur                 | Runden | Stopps | Zeit        | Start | Schnellste Runde |
| ---- | ---------------- | ---------------------------- | ------ | ------ | ----------- | ----- | ---------------- |
| 01   | Charles Leclerc  | Ferrari                      | 58     | 1      | 1:27:46,548 | 01    | 1:20,260 (58.)   |
| 02   | Sergio Pérez     | Red Bull Racing-RBPT         | 58     | 1      | + 20,524    | 03    | 1:21,094 (58.)   |
| 03   | George Russell   | Mercedes                     | 58     | 1      | + 25,593    | 06    | 1:21,495 (53.)   |
| 04   | Lewis Hamilton   | Mercedes                     | 58     | 1      | + 28,543    | 05    | 1:21,886 (51.)   |
| 05   | Lando Norris     | McLaren-Mercedes             | 58     | 1      | + 53,303    | 04    | 1:22,248 (55.)   |
| 06   | Daniel Ricciardo | McLaren-Mercedes             | 58     | 1      | + 53,737    | 07    | 1:22,451 (54.)   |
| 07   | Esteban Ocon     | Alpine-Renault               | 58     | 1      | + 1:01,683  | 08    | 1:22,469 (58.)   |
| 08   | Valtteri Bottas  | Alfa Romeo-Ferrari           | 58     | 1      | + 1:08,439  | 12    | 1:21,651 (54.)   |
| 09   | Pierre Gasly     | AlphaTauri-RBPT              | 58     | 1      | + 1:16,221  | 11    | 1:22,731 (52.)   |
| 10   | Alexander Albon  | Williams-Mercedes            | 58     | 1      | + 1:19,382  | 20    | 1:22,589 (54.)   |
| 11   | Zhou Guanyu      | Alfa Romeo-Ferrari           | 58     | 1      | + 1:21,695  | 14    | 1:22,541 (55.)   |
| 12   | Lance Stroll     | Aston Martin Aramco-Mercedes | 58     | 3      | + 1:28,598  | 19    | 1:23,592 (48.)   |
| 13   | Mick Schumacher  | Haas-Ferrari                 | 57     | 1      | + 1 Runde   | 15    | 1:23,006 (55.)   |
| 14   | Kevin Magnussen  | Haas-Ferrari                 | 57     | 1      | + 1 Runde   | 16    | 1:23,071 (44.)   |
| 15   | Yuki Tsunoda     | AlphaTauri-RBPT              | 57     | 1      | + 1 Runde   | 13    | 1:23,342 (56.)   |
| 16   | Nicholas Latifi  | Williams-Mercedes            | 57     | 2      | + 1 Runde   | 18    | 1:23,882 (49.)   |
| 17   | Fernando Alonso  | Alpine-Renault               | 57     | 2      | + 1 Runde   | 10    | 1:20,846 (57.)   |
| –    | Max Verstappen   | Red Bull Racing-RBPT         | 38     | 1      | DNF         | 02    | 1:21,677 (37.)   |
| –    | Sebastian Vettel | Aston Martin Aramco-Mercedes | 22     | 0      | DNF         | 17    | 1:25,189 (17.)   |
| –    | Carlos Sainz jr. | Ferrari                      | 1      | 0      | DNF         | 09    | –                |

## WM-Stände nach dem Rennen
Die ersten zehn des Rennens bekamen 25, 18, 15, 12, 10, 8, 6, 4, 2 bzw. 1 Punkt(e). Zusätzlich gab es einen Punkt für die schnellste Rennrunde, wenn der Fahrer unter den ersten Zehn landete.

### Fahrerwertung
| Pos. | Fahrer           | Konstrukteur         | Punkte |
| ---- | ---------------- | -------------------- | ------ |
| 01   | Charles Leclerc  | Ferrari              | 71     |
| 02   | George Russell   | Mercedes             | 37     |
| 03   | Carlos Sainz jr. | Ferrari              | 33     |
| 04   | Sergio Pérez     | Red Bull Racing RBPT | 30     |
| 05   | Lewis Hamilton   | Mercedes             | 28     |
| 06   | Max Verstappen   | Red Bull Racing RBPT | 25     |
| 07   | Esteban Ocon     | Alpine-Renault       | 20     |
| 08   | Lando Norris     | McLaren-Mercedes     | 16     |
| 09   | Kevin Magnussen  | Haas-Ferrari         | 12     |
| 10   | Valtteri Bottas  | Alfa Romeo-Ferrari   | 12     |
| 11   | Daniel Ricciardo | McLaren-Mercedes     | 8      |

| Pos. | Fahrer           | Konstrukteur                 | Punkte |
| ---- | ---------------- | ---------------------------- | ------ |
| 12   | Pierre Gasly     | AlphaTauri-RBPT              | 6      |
| 13   | Yuki Tsunoda     | AlphaTauri-RBPT              | 4      |
| 14   | Fernando Alonso  | Alpine-Renault               | 2      |
| 15   | Zhou Guanyu      | Alfa Romeo-Ferrari           | 1      |
| 16   | Alexander Albon  | Williams-Mercedes            | 1      |
| 17   | Mick Schumacher  | Haas-Ferrari                 | 0      |
| 18   | Lance Stroll     | Aston Martin Aramco-Mercedes | 0      |
| 19   | Nico Hülkenberg  | Aston Martin Aramco-Mercedes | 0      |
| 20   | Nicholas Latifi  | Williams-Mercedes            | 0      |
| –    | Sebastian Vettel | Aston Martin Aramco-Mercedes | 0      |

### Konstrukteurswertung
| Pos. | Konstrukteur         | Punkte |
| ---- | -------------------- | ------ |
| 1    | Ferrari              | 104    |
| 2    | Mercedes             | 65     |
| 3    | Red Bull Racing-RBPT | 55     |
| 4    | McLaren-Mercedes     | 24     |
| 5    | Alpine-Renault       | 22     |

| Pos. | Konstrukteur                 | Punkte |
| ---- | ---------------------------- | ------ |
| 06   | Alfa Romeo-Ferrari           | 13     |
| 07   | Haas-Ferrari                 | 12     |
| 08   | AlphaTauri-RBPT              | 10     |
| 09   | Williams-Mercedes            | 1      |
| 10   | Aston Martin Aramco-Mercedes | 0      |